# Architecture de la ligne 4 du tramway de Bruxelles
Cette page reprend une partie des bâtiments remarquables se trouvant sur le trajet de la ligne 4 du tramway de Bruxelles.

## Historique et Développement du tracé
La ligne 4 du tramway de Bruxelles voit le jour à la suite de la restructuration des transports publics en juillet 2007. Allant d’Esplanade à Stalle (P), remplaçant la ligne 52 entre les arrêts Esplanade et Lemonnier ainsi que la ligne 91 entre Stalle et Vanderkindere. En 2009, le tronçon Esplanade à Gare du Nord fut supprimé et remplacé par la ligne 3. Le tramway circule donc entre Gare du Nord et Parking Stalle, ayant au total 21 arrêts et cumulant 10 km de tracé et fait partie des 6 lignes « fortes » du réseau de la STIB. Le tracé n’a plus été modifié depuis.
À la fin du XIXe siècle, le faubourg d’Uccle était encore rural. La ligne voit le jour en 1873, la jonction Nord-Midi était nécessaire et fut très empruntée car elle reliait deux gares. L’avenue Brugmann à peine habitée, se dote de la seconde ligne de tram, à traction chevaline et circule dès 1875. Cela permet de relier la place Stéphanie à l’arrêt Globe, en passant par la chaussée de Charleroi et l’avenue Brugmann. Officiellement, l’objectif était d’offrir de l’air frais aux citoyens. Officieusement, il s’agissait de rentabiliser l’avenue Louise et la future avenue Brugmann pour vendre ces terrains à une population bourgeoise. Dès 1870, des hôtels, pensions, laiteries, guinguettes se multiplient. Mais les terrains destinés à l’habitat, ne seront investis qu’à partir du XXIe siècle par la classe bourgeoise, car les prix des terrains restent très élevés.
La ligne de tramway entre la Gare du Nord et la Gare du Midi fut inaugurée le 29 février 1891. En 1893, les travaux pour la création et l’électrification de la rame de tram entre la Gare du Nord et Globe débutent et s’achèvent en 1896. C’est l’une des premières lignes de tramway électrifiée. Dès 1956, deux ans après la création de la STIB, celle-ci réorganise le réseau en ajoutant et en supprimant certaines lignes de tramway, ce qui va entraîner des travaux souterrains. Le 4 octobre 1976, a lieu l’inauguration du prémétro entre la Gare du Nord et la Gare du Midi, qui faisait 2,9 km. Il faut attendre 1993, pour que la ligne soit prolongée de 2,5 km jusqu’à Albert. La ligne passe dans six communes différentes dont les principales sont Bruxelles ville, Saint-Gilles et Uccle. Elle traverse de manière rectiligne à travers la petite ceinture de Bruxelles, sous les boulevards. Elle passe ensuite au niveau de la Porte de Hal, autour de la prison de Saint-Gilles, avenue Albert, empreinte l’avenue Brugmann et enfin la rue de Stalle. Le développement des transports publics a permis de décentraliser la population, concentrée dans les faubourgs autour de Bruxelles, vers le Nord de la commune d’Uccle. L’urbanisation des terrains a facilité l’accès à la ville. Le transport public a amorcé la construction de l’ancien faubourg transformé en zone résidentielle.

## Architecture autour de la ligne 4 (Gare du Nord - Stalle)

### Ancienne distillerie Cusenier
- 1858[5]

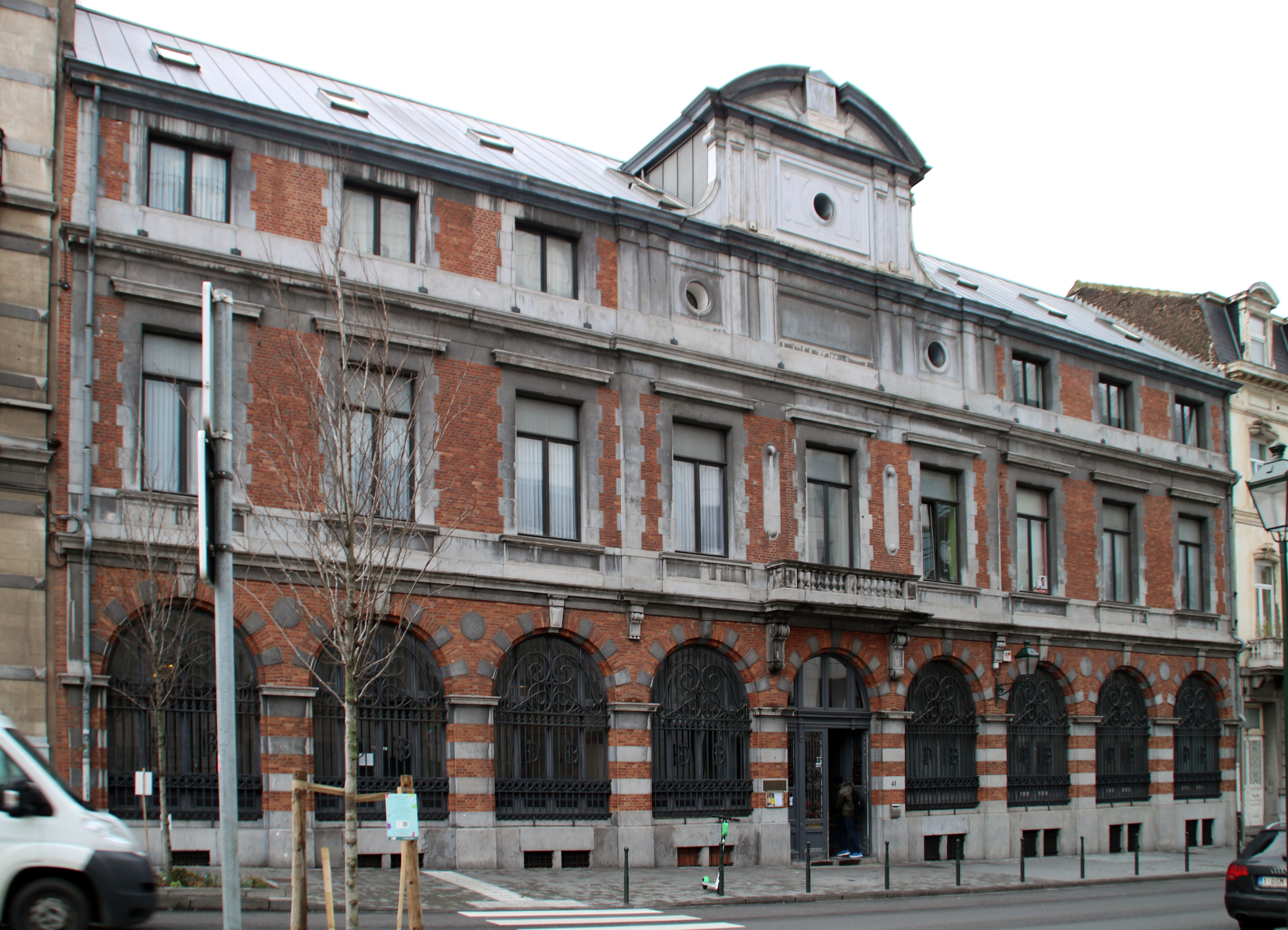
Ancienne Distillerie Cusenier

- Rue de Russie 41, 1060, Saint-Gilles
- Privé
- Distillerie

La distillerie Cusenier a été créée par Eugène Cusenier en 1858 et est spécialisée dans la fabrication de liqueur. C’est avant tout une entreprise familiale, beaucoup de membres de la famille Cusenier y ont travaillé. Elle s’est implantée à l’origine à Ornans et s’est ensuite développée dans d’autres villes de France puis en Europe et sur d’autres continents (Paris, Charenton-le-Pont, Marseille, Cognac, Mulhouse, Londres, Buenos Aires, Montevideo, Mexico, Shanghai, Calcutta). C’est son frère Elysée Cusenier qui a permis l’essor de l’entreprise en France et à l’étranger. La distillerie a connu un très grand succès car Eugène est le premier à avoir utilisé la science et l’art pour la distillation. À la mort d’Eugène en 1894 c’est son frère Elysée qui a repris la direction de l’entreprise.
Le bâtiment de la distillerie Cusenier à Bruxelles a été construit en 1881 dans un style éclectique inspiré de la néorenaissance flamande.L’usine est basée sur le même principe que celle d’Ornans soit le souhait de développer le même savoir-faire. Elle produit des spiritueux, des sirops, des grogs, des punchs, de l’eau de Cologne, de l’eau de mélisse, l’absinthe, le kirsch, le rhum, le cognac. Le bâtiment comportait des bureaux côté rue et la distillerie coté cour. Cette entreprise a connu un grand succès et sera même agrandie à deux reprises en 1956 et 1962. Mais une fois les travaux pour la construction du métro effectués, l’usine fut abandonnée. Un concours de rénovation et de réaffectation a donc été lancé en 1984. En 1994, à la suite de sa transformation, le bâtiment a pu rouvrir. Il accueille encore aujourd’hui un complexe sportif au rez-de-chaussée, alors qu’aux étages se trouvent des logements.

### Ancienne fabrique “produits du Rotin”
- 1866 - 1904[9]

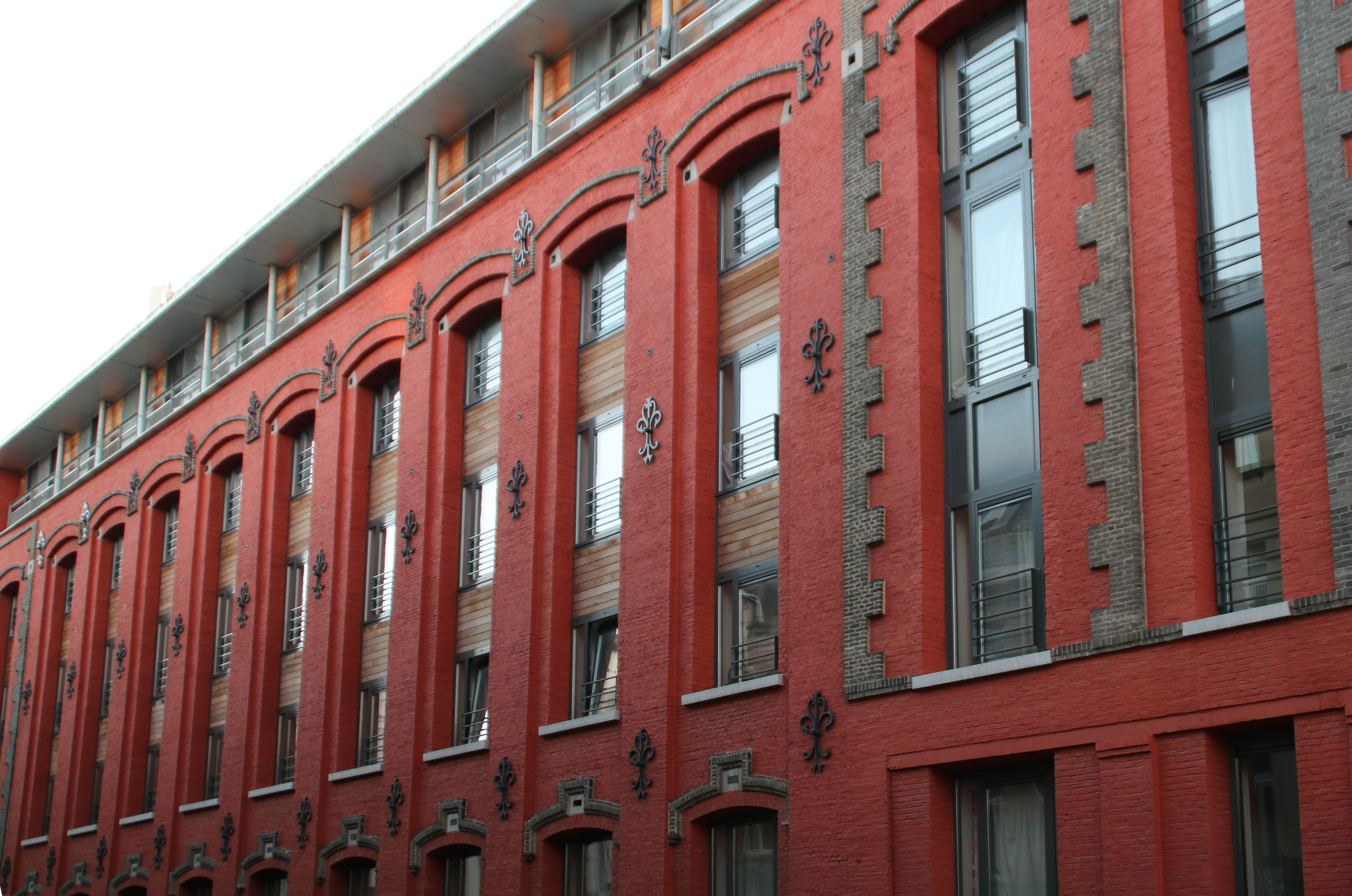
Ancienne fabrique “produits du Rotin”

- Rue Coenraets 69-71- 73-75-77-79, 1190 Forest
- Privé
- Fabrique

L’ancienne fabrique est située sur la rue Coenraets, allant de la chaussée de Forest à l’avenue Fonsny. La construction du bâtiment date de 1866 à 1904, c’est au départ une usine pour la fabrication de meubles en bois et en jonc. Le rotin (palmier), quant à lui, est utilisé pour la fabrication des meubles et des cannages.
L’usine est implantée sur une parcelle qui traverse un îlot. D’autres bâtiments du complexe se trouvent dans la rue parallèle (rue de Danemark). C’est un quartier qui abrite beaucoup de bâtiments de style néoclassique construits entre 1860 et 1890.
L’entreprise est nommée « Van Oye Van Duerne et fils », elle eut beaucoup de succès. C’est une grosse entreprise qui comptait environ 500 employés.
Le bâtiment, rue Coenraets, est construit dans un style néoclassique, courant architectural développé à partir du milieu du XVIIIe siècle, il se compose d’éléments architecturaux gréco-romains tels que les colonnes, les frontons, les portiques, etc.
Rue de Danemark, le style architectural est différent, on perçoit de l’éclectique qui est une tendance architecturale développée à partir du milieu du XIXe siècle. Ce style architectural s’inspire de différents styles architecturaux plus anciens et les mélanges pour en faire un ensemble cohérent. Le bâtiment situé dans cette rue est construit par l’architecte E.Van De Vyvere en 1889.
Quelques années plus tard, en 1921, la fabrique est vendue à une firme « Au bon Marché » mais garde la même fonction de fabricant de meubles. Entre la Première et la Seconde Guerre mondiale les bâtiments seront vendus en deux parties dont l’une sera rachetée par la « Coopération Pharmaceutique Française ». Le bâtiment sera ensuite rénové en 1972, lors du changement de propriétaire (Rasco), pour devenir une usine de jouets. Plus tard, elle sera à nouveau vendue et sera transformée en fabrique d’appareils chirurgicaux.

### Ensemble Blerot
- 1900[12]

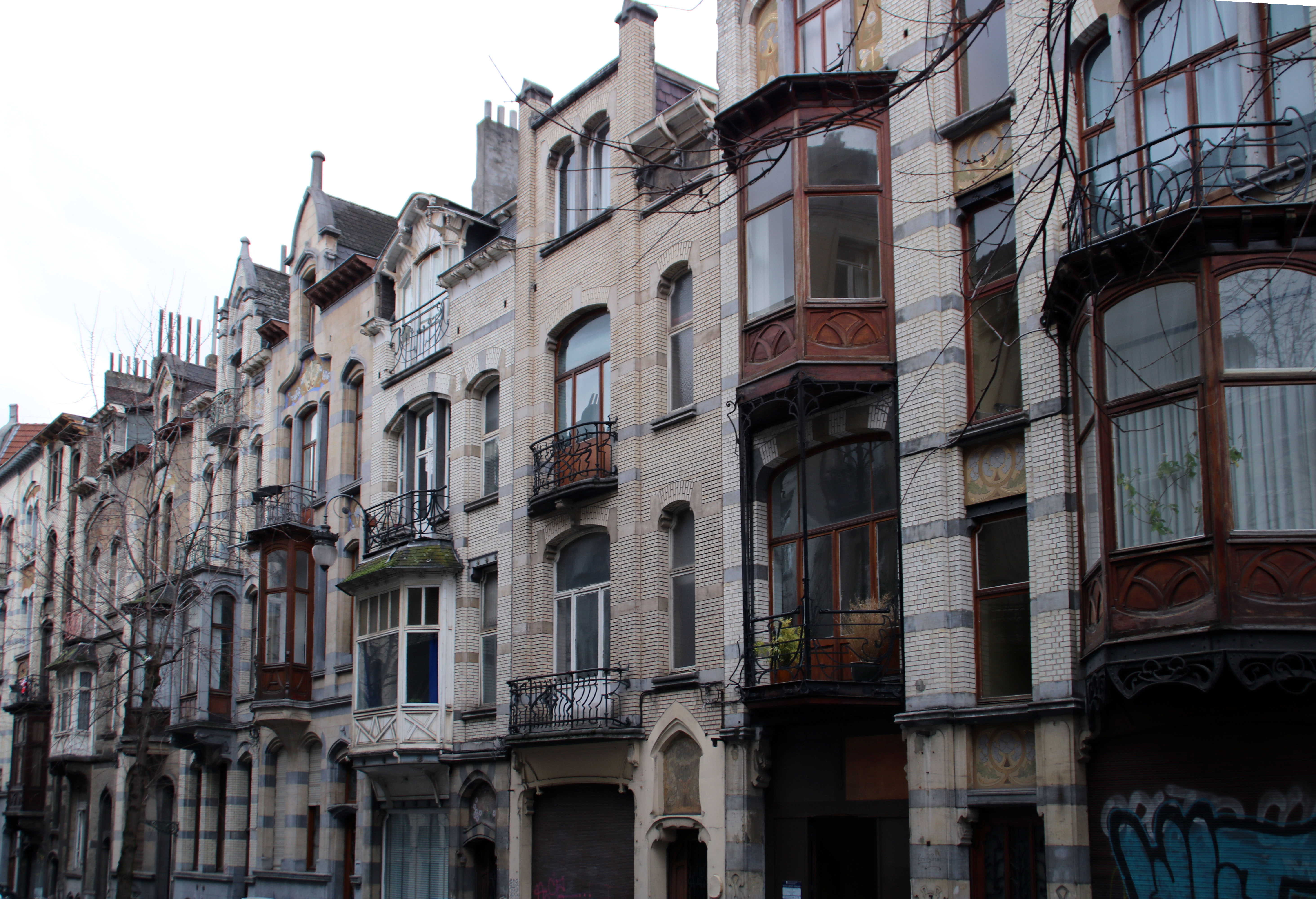

- Rue Vander-schrick 3-5, 7, 9, 11, 13, 15, 17, 19, 21, 23, 25, Avenue Jean Volders 42- 46-48, Chaussée de Waterloo 13, 15, 1060 Saint-Gilles
- Privé
- Logement

Classé depuis août 1988, cet ensemble de quatorze maisons est une commande de Madame Elson et constitue un exemple d’Art nouveau. Plus connu sous le nom de “Séquence Blerot”, on doit sa construction à l’architecte belge Ernest Blerot. Les maisons sont construites en deux phases. La première phase a lieu en 1900, les deux maisons de la chaussée de Waterloo ainsi que les no 1 à 13 de la Vanderschrick sont construits. En 1902, lors de la deuxième phase, on construit les no 15 à 25 de la même rue ainsi que les habitations de l’avenue Jean-Volders.
Cet ensemble assure une unité mais aussi une certaine individualité : les maisons présentent un même gabarit mais arrivent tout de même à se différencier les unes des autres.
En 1911, une salle de divertissement en intérieur d’îlot du nom de « Regina Palace » est commandée par Emma Elson, la fille de la veuve Elsom, à l’architecte Armand Delmez. Le complexe est agrandi en 1913 pour y créer une salle de danse. Malheureusement l’ensemble est ravagé par un incendie dans les années 1970 et est transformé en salle de stockage.
Certaines habitations de la rue Vanderschrick présentent des rez-de-chaussées commerciaux, dotés d’une vitrine rectangulaire. L’architecte a travaillé sur chaque maison d’une manière différente afin de la rendre unique, à l’intérieur comme à l’extérieur. Les tables et les tympans des façades sont réalisés à l’aide de sgraffites, dont la décoration florale varie d’un immeuble à l’autre. Les matériaux de construction choisis sont variés. Certains bâtiments adoptent la pierre blanche mais la majorité d’entre eux sont parés de briques claires.
Dans toutes ces habitations, des bow-windows sont placés à des hauteurs différentes. Chacune possède un balcon en fer forgé dessiné de façon original. En 2004, une rénovation partielle est réalisée.

### Église de Saint-Gilles
- 1866 - 1878[14]

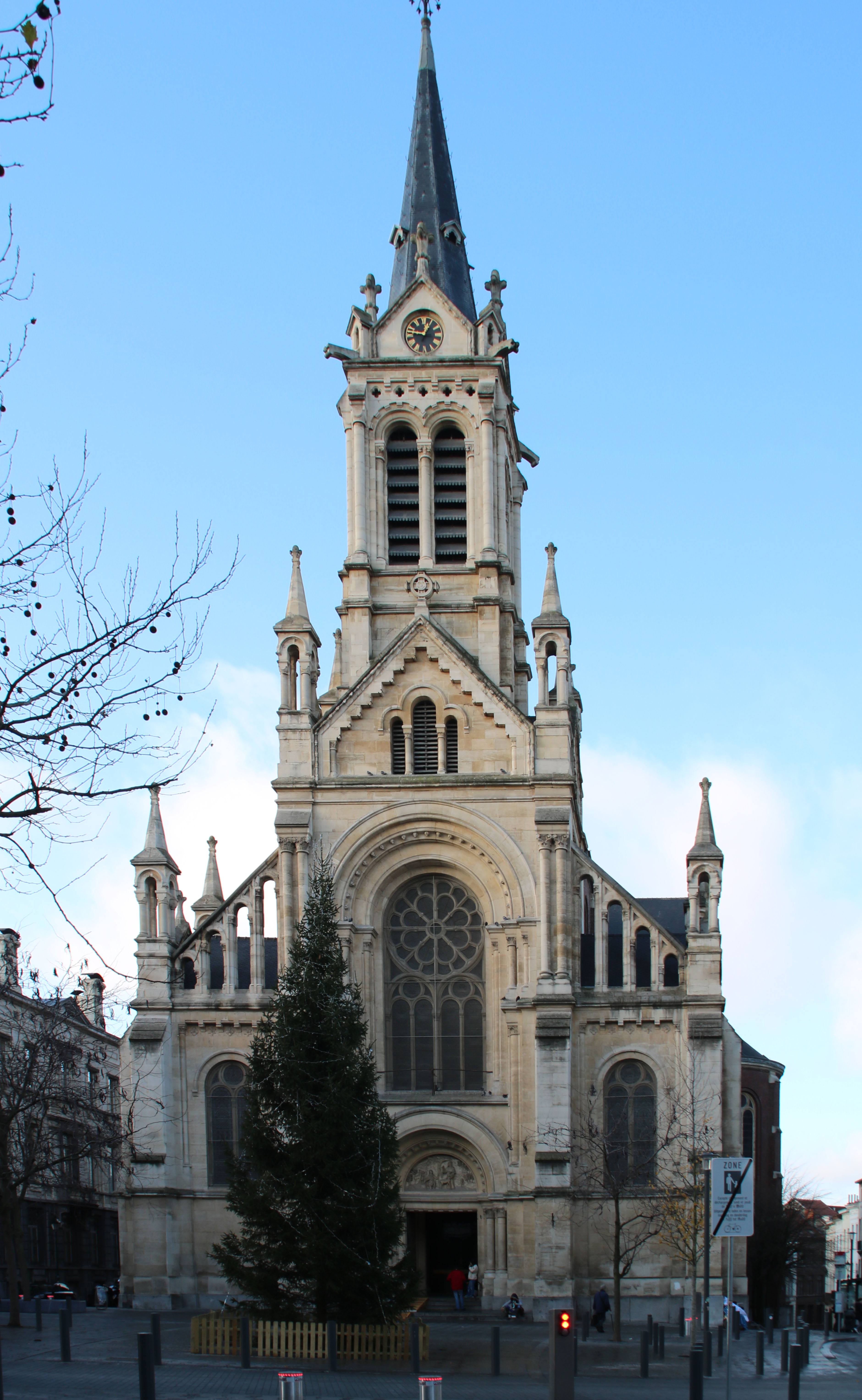

- Rue de l’Église 67, 1060 Saint-Gilles
- Public
- Église

De style éclectique, cette église à plan basilical emprunte des formes de l’architecture néo-romane et néogothique. Construite de 1866 à 1878 sur les plans de l’architecte Victor Besme, le passage du bourg à la petite ville se fit par cette construction ainsi que grâce à l’ancienne maison communale qui date de 1864. Elle se situe sur le parvis de Saint-Gilles.
À l’emplacement du bâtiment, deux autres églises furent construites. La première sera construite vers 1216 avec l’autorisation d’Henri Ier, le hameau d’Obbrussel s’affranchit dès lors en paroisse et fait construire sa propre église avec un baptistère et un cimetière.
Elle sera détruite en 1578 par les habitants afin d’éviter que les assiégeants espagnols ne l’utilisent. La deuxième fut détruite en 1866 car elle ne répondait plus aux besoins de la population croissante. L’architecte décide donc de déplacer l’église en plaçant le chœur vers l’ouest et rapproche le bâtiment de la rue du Fort. L’entrepreneur Braive réalise les travaux pour un montant de 370.000 francs belges.
Débutant par la construction du chœur puis du transept et d’une partie du vaisseau central. La construction de l’édifice est interrompue de 1867 à 1875, à la suite d’un différend entre l’architecte et le Conseil de la fabrique de l’Église.
L’église est composée d’un clocher-porche ainsi que de deux chapelles latérales et d’un vaisseau de quatre travées, divisé en trois nefs. Le chœur de l’église sera décoré de vitraux, en 1879. Deux matériaux sont utilisés ; la pierre de Savonnières pour le porche (façade principale) ainsi que la brique jalonnée d’éléments en pierre bleue pour la nef, le chevet et le transept.
La maison « Éd. Michiels-Moermans et Fils » s’est occupée des horloges qui garnissent la base de la flèche. Elle sera consacrée en 1880.
Classée depuis le 16 mars 1995, l’église subira des travaux durant plusieurs années avant le XXIe siècle. Elle est toujours en activité et utilisée par cinq communautés différentes.

### La maison Hoguet
- 1928[17]

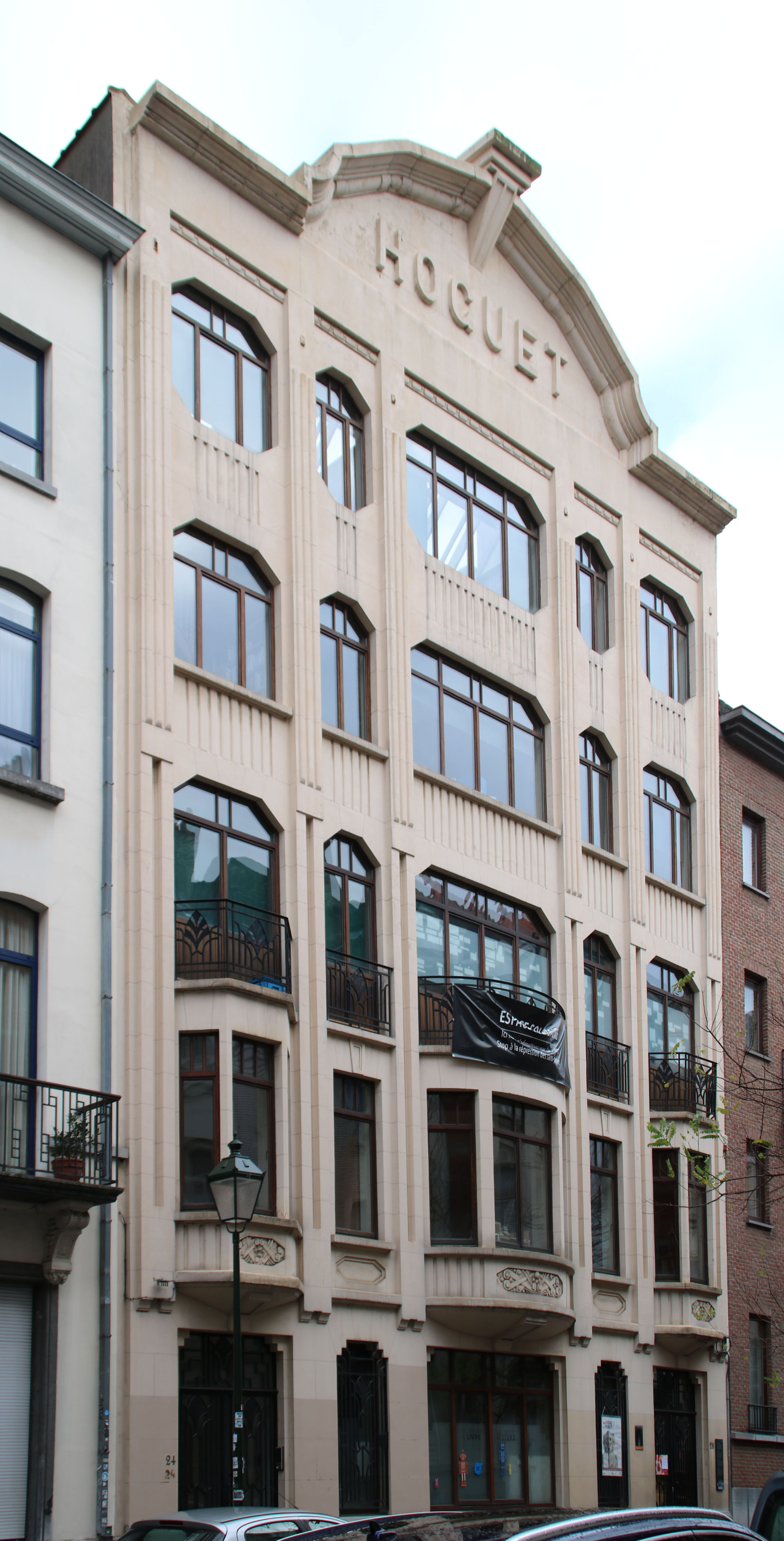

- Rue de Rome 24-28, 1060 Saint-Gilles
- Privé
- Logement

Jean Hoguet fit reconstruire en 1928 sa maison, située rue de Rome à Saint-Gilles, par l’architecte forestois Jean Ligo. De style Art déco, cette architecture industrielle regroupait les ateliers de manutention et de confection, les bureaux ainsi que les appartements de Monsieur Hoguet.
L’entreprise Hoguet est bien connue, elle possédait déjà un magasin de vêtements au 111 Chaussée de Waterloo, dans le centre de Bruxelles. À la mort de sa femme, Jean Hoguet s’occupa seul de ses magasins et de ses ateliers. C’est à partir de 1960 qu’il commença à fermer ses portes, l’atelier fermera définitivement en 1966. Un seul magasin perdura jusqu’en 1977 grâce à sa nièce, Virginie Van Moorsel.
En 1970, la famille légua la maison à la Commune de Saint-Gilles pour en faire un lieu culturel. Elle fut réaffectée en Académie de Musique. Lors de la création du métro, l’îlot sur lequel se trouve la maison risquait d’être démoli, heureusement dans le quartier seules 14 maisons furent détruites. Au lieu de la détruire, la commune décida de la restaurer en 1997, pour accueillir la bibliothèque communale et l’association « la Maison du livre ». Cette dernière est engagée dans une dynamique d’ouverture culturelle. Cette réaffectation permettra de redonner vie au bâtiment.
La façade fut restaurée par le bureau d’architecture A Lipski et Toa. En 1998, le bâtiment sera classé comme monument. L’intérieur comportait du mobilier de style Art déco qui a été perdu lors de la réaffectation en Maison du Livre.
Depuis sa construction, la maison Hoguet a été restaurée à deux reprises et conserve encore aujourd’hui sa façade d’origine de style Art déco classée en 1938, mais aussi les escaliers en colimaçon et l’espace des ateliers, qui sont restés intacts.

### Cénacle
- 1899[19]
- Rue de l’Hôtel des Monnaies 126-218, 1060 Saint-Gilles
- Public
- Bâtiment religieux

Le couvent de Notre-Dame du Cénacle était un édifice religieux situé dans la commune de Saint-Gilles. Le couvent a été construit en 1899 par l’architecte Emar Colles, cofondateur des écoles Saint-Luc à Bruxelles en 1882. Il sera démoli par la suite pour laisser place à l’institut d’enseignement technique de jeunes filles, « Jacques Franck ».
Le bâtiment principal, situé rue de l’Hôtel des Monnaies, 126-128, a été conçu pour accueillir et initier les personnes à la vie religieuse. De style néogothique, il était composé de quatre ailes autour d’une cour centrale bordée sur un côté d’une galerie ouverte. Le reste du terrain est aménagé par des jardins. C’était l’endroit où les pieux venaient se recueillir et méditer. Il reste des traces visibles, encore aujourd’hui, comme la chapelle située dans l’aile Nord-est et la niche à la Vierge. L’édifice était situé sur un grand espace vert en pente et était relié au jardin de la maison Pelgrims où se trouvait une recomposition de la grotte de Lourdes, qui est un lieu de pèlerinage pour les catholiques.
Dans les années 1960, une partie du Cénacle est détruite pour les travaux du métro, puis transformé une première fois, par l’architecte Louis H. Kuypers, pour l’institut « Jacques Franck » en 1969 et deviendra par la suite l’actuelle école du Parvis. Il est resté des vestiges d’un second bâtiment sur la rue des Étudiants, de style néoclassique et éclectique à la façade polychrome. Le reste du terrain a été changé en jardin, correspondant à l’actuel Parc Pierre Paulus.

### Maison Pelgrims
- 1866- 1904[22]
- Rue de Parme 69, 1060 Saint-Gilles
- Privé
- Logement

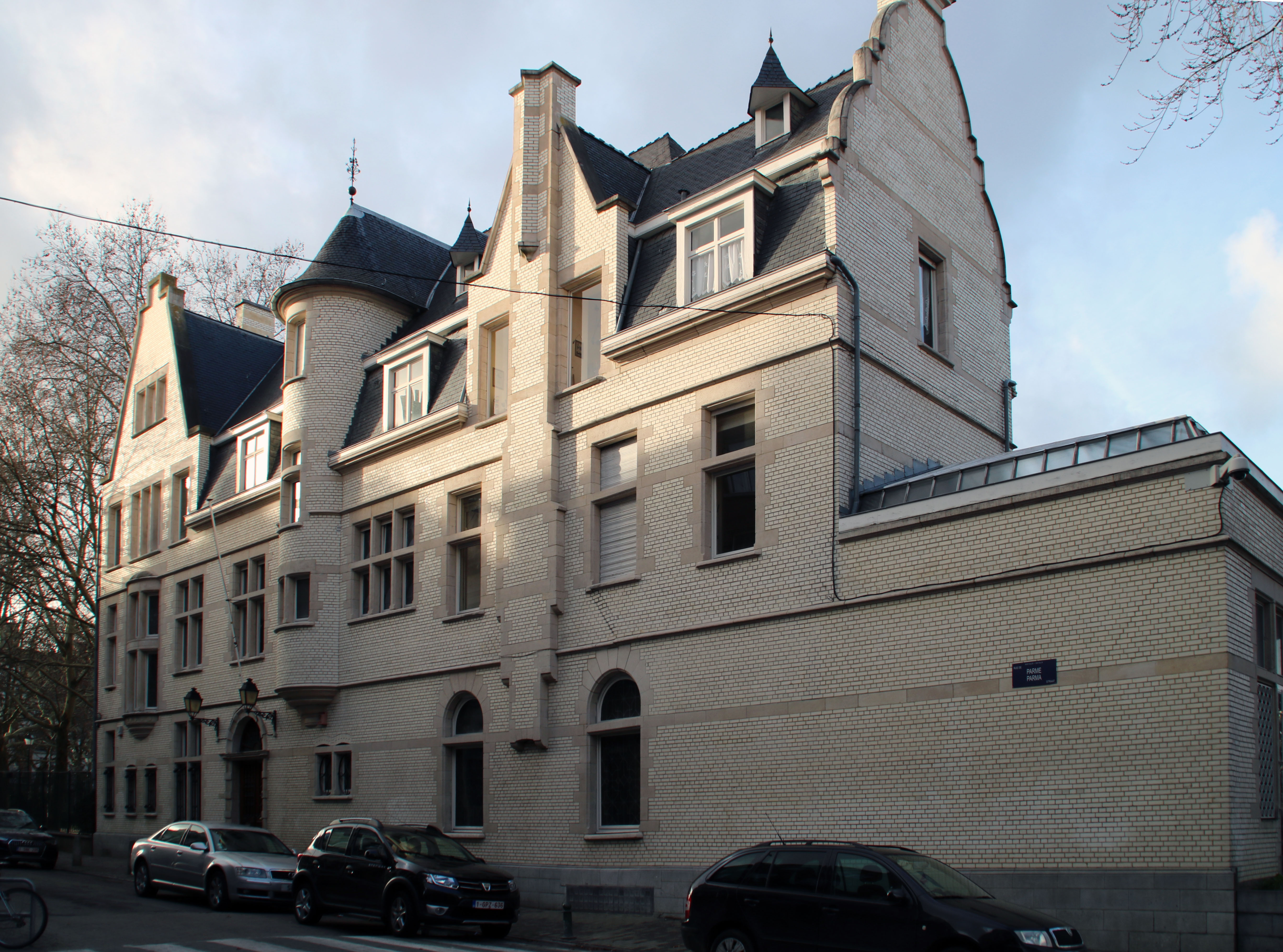
Maison Pelgrims

À la demande de la famille Colson, l’architecte Adolphe Pirenne conçoit en 1905 ce prestigieux hôtel de maître. Il dispose les espaces intérieurs d’une manière novatrice en rompant avec les traditionnelles pièces en enfilades des habitations bruxelloises.
De style éclectique mais d’inspiration néo-renaissance flamande, le bâtiment est rénové et agrandi en 1927 par l’architecte Fernand Petit, à la demande du nouveau propriétaire, le pharmacien Pelgrims. Le volume initial n’occupait que 33% de la surface du bâtiment rénové. La modification intérieure du bâtiment entraîna de nombreux changements mais quelques éléments d’origine sont encore visibles. La verrière bleue repose sur une structure en béton dans laquelle on retrouve un jardin d’hiver. Dans la cage d’escalier, des vitraux aux couleurs pastel sont peints de motifs végétaux. Dès lors, plusieurs époques se sont côtoyées ; le romantisme, la néo-renaissance, la Renaissance flamande, l’Art déco00. Les façades sont réalisées en briques et éléments en pierre. Les toitures sont mansardées et sont composées d’ardoises.
Dénommée « Les cascatelles » en raison du parc paysager qu’elle surplombe, la maison était composée d’un jardin conçu dans l’esprit des parcs paysagers anglais, qui fait partie du parc Pierre Paulus. La commune de Saint-Gilles est propriétaire du bien depuis 1963. Au fil du temps différentes fonctions s’y sont succédé, dont le premier étage par de nombreuses ASBL ainsi que l’échevinat de la Jeunesse et des Sports. C’est depuis 1992 qu’il est aménagé en salles d’expositions. Depuis 2000 le second étage du bâtiment accueille, les bureaux du Service de la Culture de la Commune.
Le bien est classé depuis les années 2000.

### Parc Baron Pierre Paulus
- 1905[25]

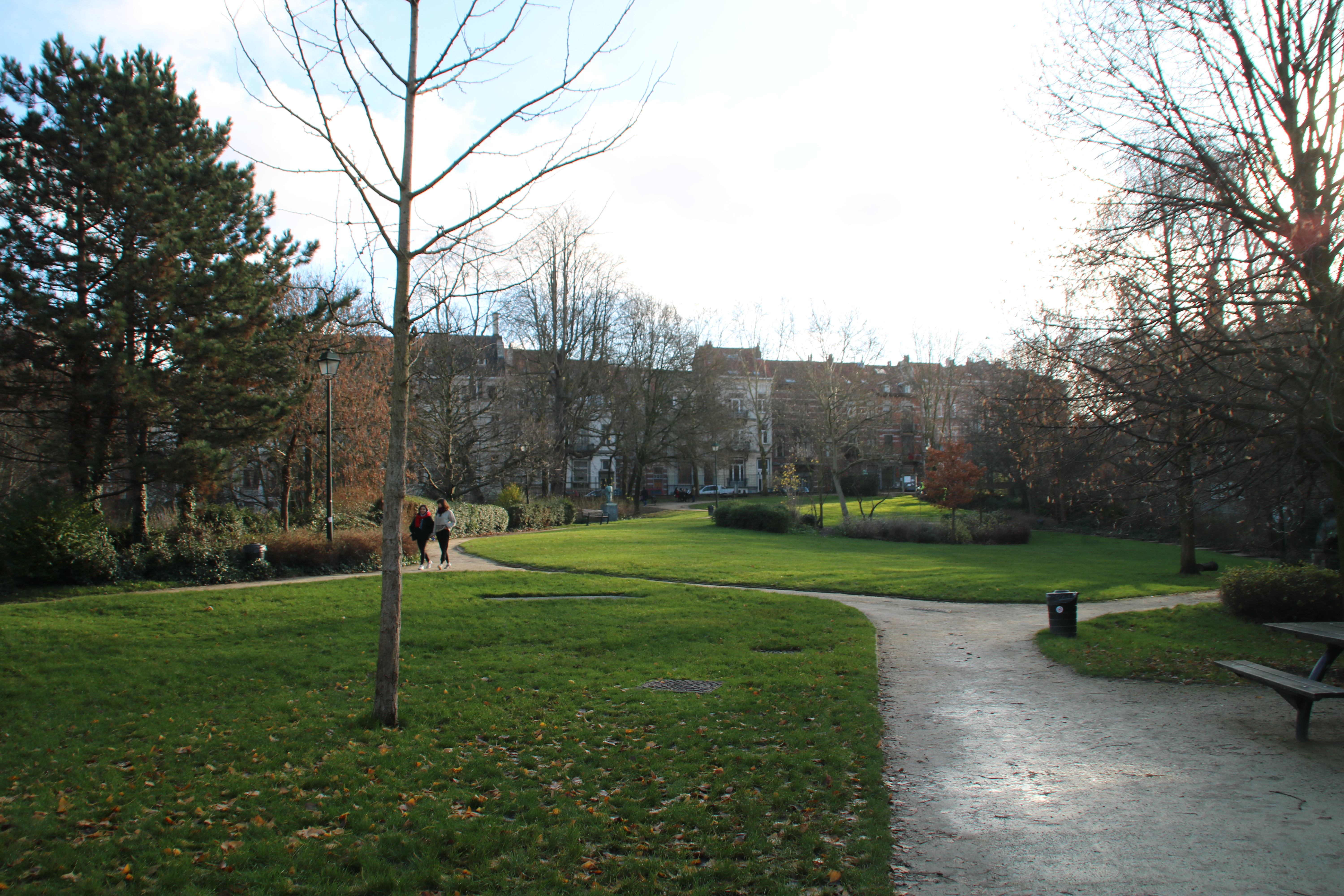
Parc Baron Pierre Paulus

- Rue de Parme et rue de l’Hôtel des Monnaies, 1060 Saint-Gilles
- Public
- Parc

Surnommée « Les cascatelles », par sa position au-dessus des sources, cette maison était de style éclectique et s’inspirait fortement de la néo-renaissance flamande. En 1927, le pharmacien Eugene Pelgrims racheta leurs terrains et les confia à l’architecte Fernand Petit, pour l’agrandissement de la villa. La façade est restée presque intacte mais l’aménagement intérieur a été modifié par l’ajout d’éléments d’Art déco. Fortement inspiré par le romantisme des jardins anglais, l’architecte construisit un jardin avec de fausses ruines antiques, un petit pont cintré traversant l’étang, des cascades, etc. On y trouvait aussi des décors pittoresques. Ce jardin s’étendait le long d’un autre, celui du couvent Notre-Dame du Cénacle, construit en 1899, rue des Étudiants.
Monsieur Pelgrims donna sa demeure à la commune de Saint-Gilles au début des années 1960, qui par la suite a entrepris d’importants travaux de restauration du jardin, des écuries et des garages qui étaient en état de ruine. Six ans plus tard, le jardin sera réaménagé en parc public avec une fontaine qui sera aménagée en 1970. Une faune et une flore riche et variée s’y développeront (certains arbres datent du temps des jardins de Pelgrims). On y trouve également des sculptures d’Adolphe Wansart, de Godefroid Devreese...
Cet espace vert sera baptisé « parc Baron Pierre Paulus du Châtelet » en l’honneur du peintre et graveur belge, Pierre Paulus, auteur de l’emblème du coq wallon, cofondateur du groupe Nervia et le premier président du groupe d’Art Saint-gillois en 1949.

### Ancienne maison De Beck
- 1902[28]

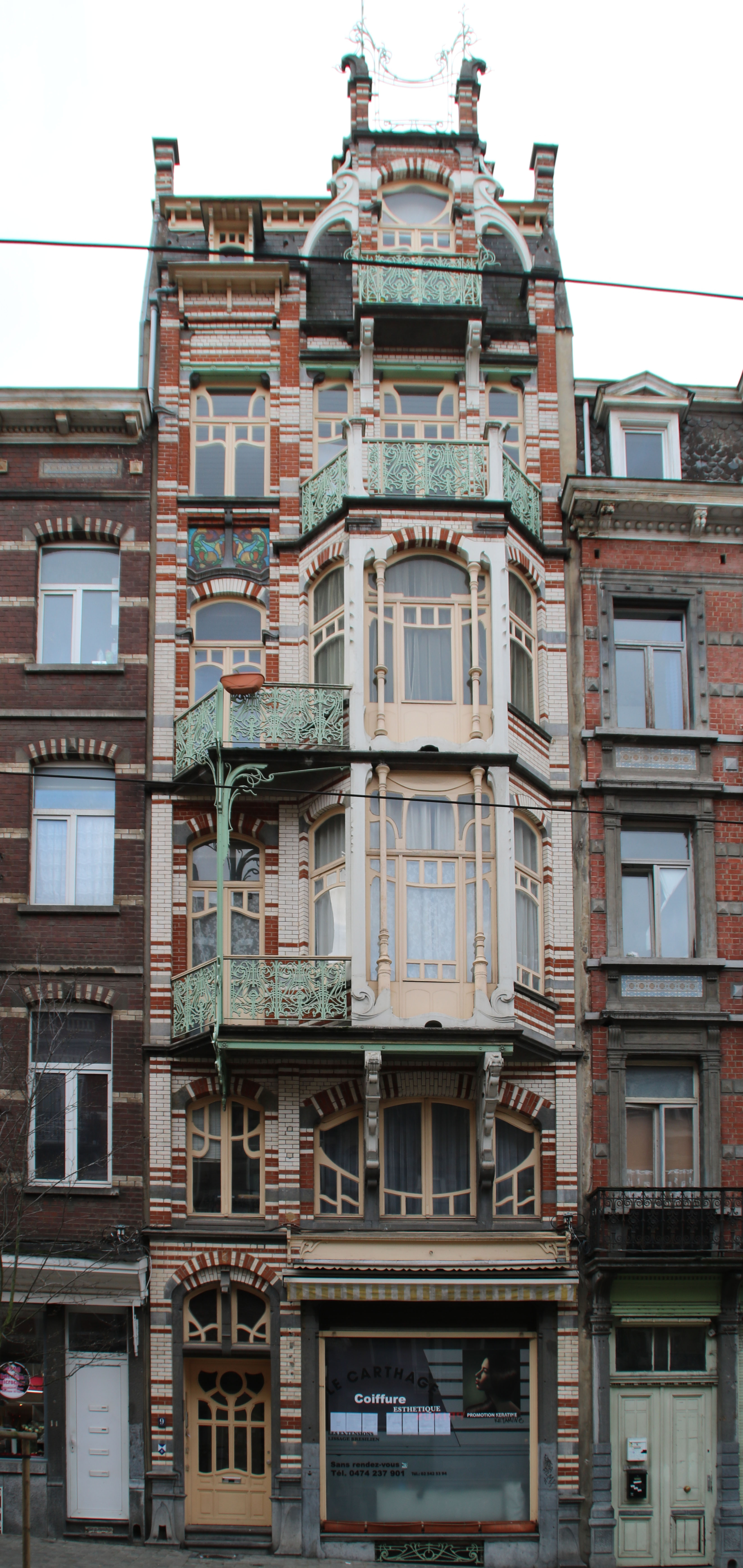
Immeuble De Beck

- Avenue Paul Dejaer 9, 1060 Saint-Gilles
- Privé
- Logement

Située dans le quartier des Squares, la maison a été réalisée en 1902 par l’architecte Gustave Strauven (1878-1919) pour Monsieur De Beck. À devanture commerciale, la maison est bien représentative de l’architecture exubérante de Strauven, qui est fort influencé par son maître, Victor Horta. En effet, la façade est chargée d’éléments caractéristiques de l’Art nouveau tels que les motifs floraux, le fer forgé, la maçonnerie polychrome, les sgraffites...
L’architecte a utilisé des briques et des pierres de couleurs différentes, des ferronneries complexes, rendant la façade remarquable.
La façade irrégulière, est composée de deux travées dont une qui occupe deux tiers de la façade. De plus chaque étage est différent de celui qui le précède. On remarque également la toiture à la Mansart et une lucarne-pignon sur laquelle reposent des pinacles de style « bonnet phrygien », qui sont caractéristiques de l’architecture de Strauven. On trouve aussi des vitraux en verre américains au dernier niveau, le garde-corps raffiné en fonte et l’épi de faîtage en fer forgé reliant les deux balcons dont les ferronneries sont d’origine. La façade est classée en 2008.
Gustave Strauven fait partie des architectes de la seconde génération de l’Art nouveau, qui vont approfondir la recherche des formes organiques et ovales dans la ferronnerie. Il est également auteur de nombreuses inventions au niveau des techniques de construction, de la matière, mais aussi sur les équipements techniques. En raison d’une clientèle moins fortunée, il va abandonner la pierre, très employée durant cette période, pour la remplacer par des matériaux moins nobles. Il misera sur la création et l’expression des formes et des matières.

### Athénée Royal Victor Horta
- 1880[31]

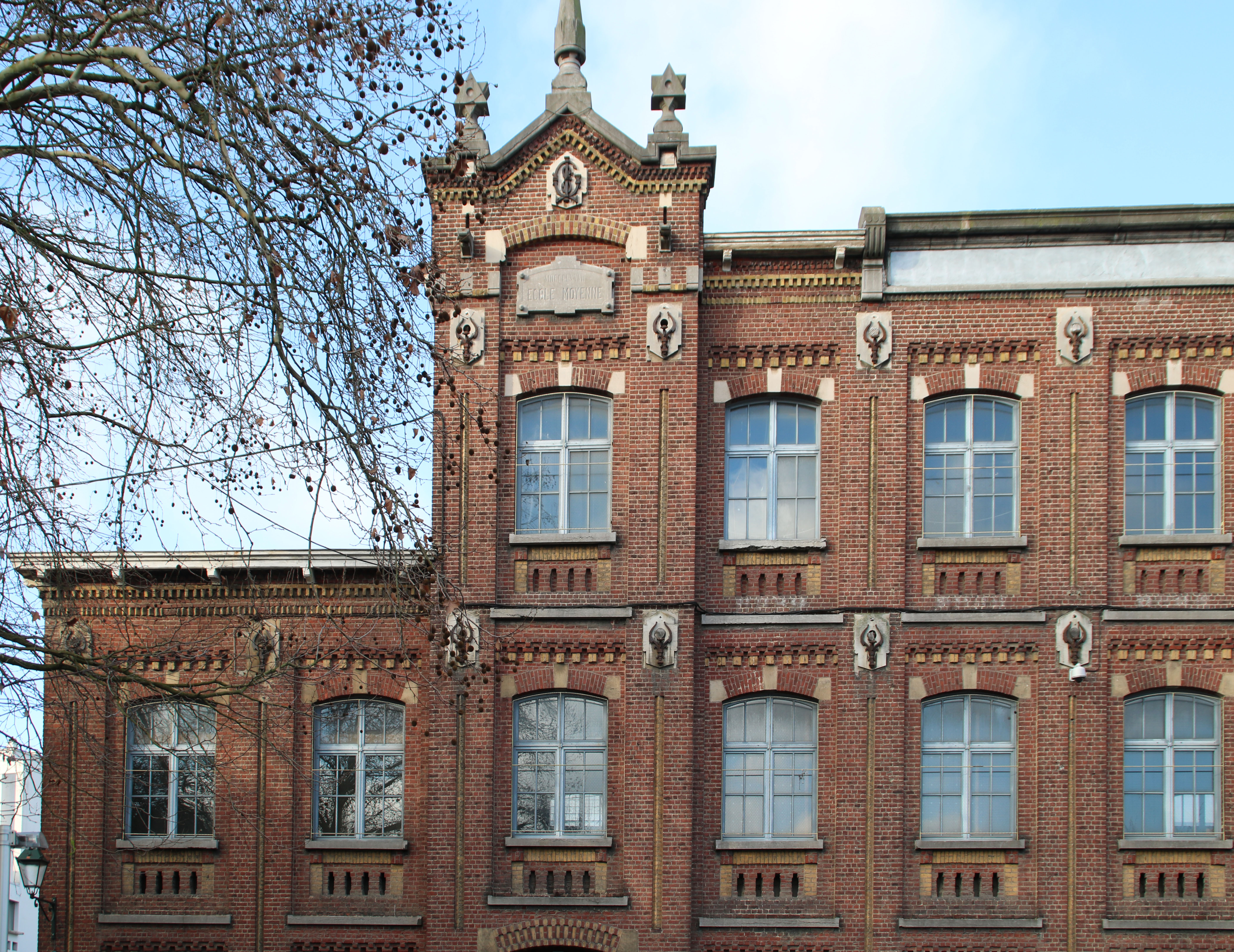
Athénée royal Victor Horta

- Rue de la Rhétorique 14-16, rue des Étudiants 15-17, place Louis Morichar 56, 1060 Saint-Gilles
- Privé
- École

Cet établissement scolaire est réalisé en 1880 par l’architecte communal Edmond Quétin qui conçut quatre autres établissements au sein de la commune de Saint-Gilles, selon le programme-type des bâtiments scolaires prescrit par la Ville de Bruxelles durant les années 1870.
De style éclectique et d’inspiration néo-renaissance flamande, ce complexe compte trois bâtiments qui sont constitués majoritairement de briques. Le corps central est constitué d’un préau couvert avec un puits de lumière, les deux autres volumes se situent de part et d’autre du bâtiment principal. Durant la Seconde Guerre mondiale, l’athénée est transformé en hôpital de fortune, ce n’est qu’en 1948 que l’école reprit possession des lieux. Elle subira une extension d’aile entre 1960 et 1978. L'école communale pour garçon, une section gréco-latine sera rajoutée en 1901, suivie par une École de musique en 1903. Un mur d’enceinte entoure le bâtiment. L’école se compose d’un bâtiment central, de forme rectangulaire établie sur deux niveaux, à l’intérieur duquel, un vaste préau couvert, bordé de classes, occupe le centre du bâtiment. À l’origine, une paroi mobile coupait le bâtiment en deux. La d'une toiture à charpente métallique à deux versants. Le volume rectangulaire du côté de la place Morichar, abritait aussi des classes. Il est doublé, à l’arrière, d’un préau couvert, d’une cour de jeux et d’un jardinet. Le volume situé à l’intérieur de l’îlot de plain-pied abritait plusieurs locaux, dont une salle de gymnastique et des salles de dessin.
Appelée « école communale de Saint-Gilles-Bruxelles » depuis 1996, l’école se nomme depuis, « Athénée royale Victor Horta ». Aujourd’hui l’établissement est destiné aux élèves du secondaire général. L’entrée principale de l’école donnant sur la place Morichar est occupée d’une part par une ASBL permettant aux élèves de lutter contre le décrochage scolaire, d’une autre part par une salle d’escalade.

### Hôtel de ville de Saint-Gilles
- 1896-1904[35]

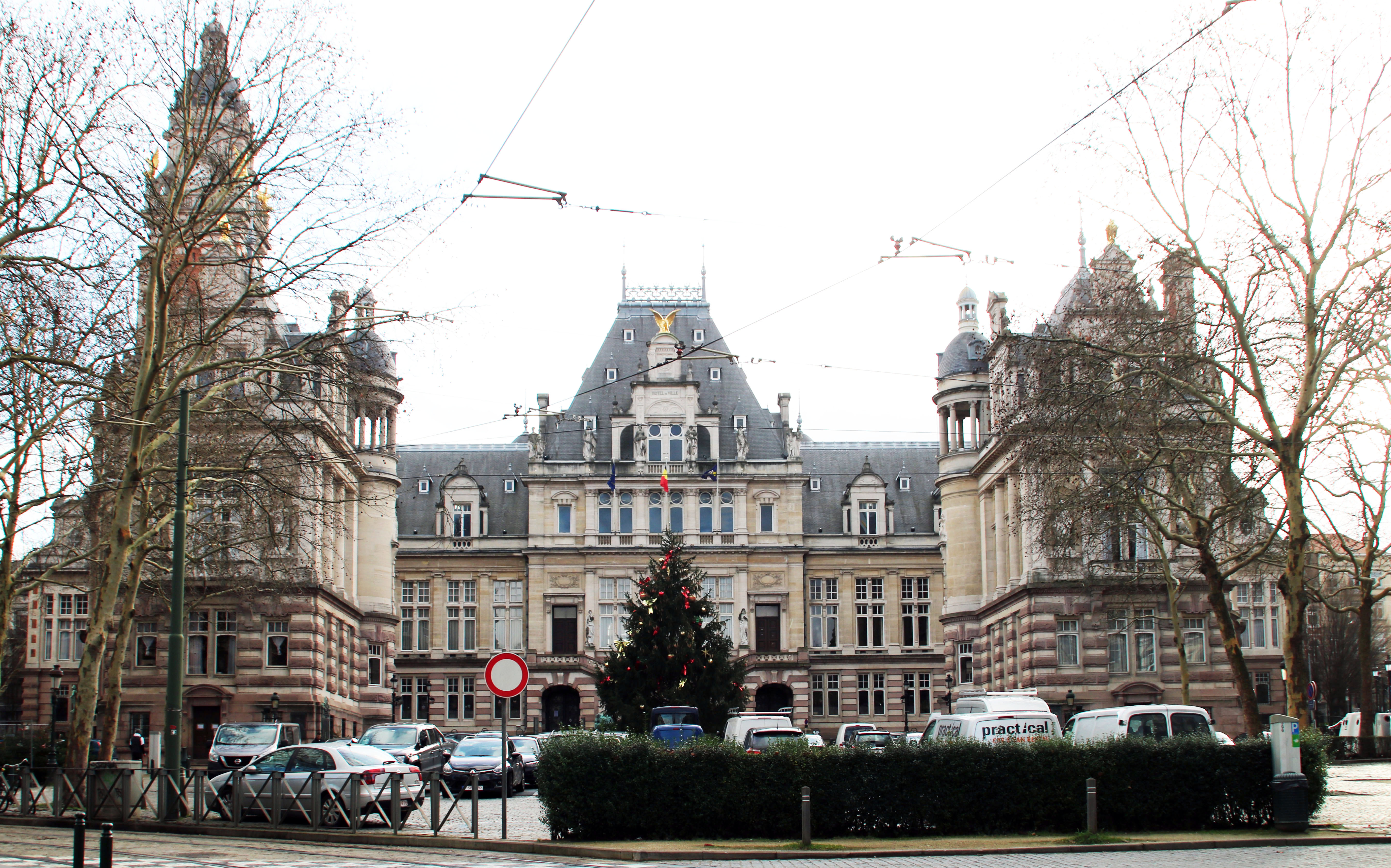
Hôtel de ville de Saint-Gilles

- Place Maurice Van Meenen 39, 1060 Saint-Gilles
- Public
- Hôtel de Ville

De style néo-Renaissance, la construction de l’Hôtel de ville date de 1896-1904. Son architecte, Albert Dumont a collaboré avec son beau-frère Auguste Hebbelynck. L’ancienne Maison communale (parvis Saint-Gilles no 1) quant à elle fut érigée en 1864 par Victor Besme. De style néoclassique, elle fut agrandie deux fois, en 1875 puis en 1881 par l’architecte Edmond Quétin mais devenue trop exiguë, le conseil communal décida en 1896 de construire un hôtel de Ville au cœur du nouveau quartier sud récemment ouvert à l’urbanisation. La maison communale accueille alors divers programmes: une partie du bâtiment abrite la Justice de Paix, l’autre est transformée en Musée de la vie saint-gilloise, puis en galerie d’art. Aujourd’hui, une antenne de police occupe le bâtiment. D’une symétrie parfaite, le plan de l’hôtel de Ville a une forme de fer à cheval.
L’aspect imposant du bâtiment s’inscrit dans le paysage urbain. Depuis 1988, l’hôtel de ville est classé comme monument. L’extérieur est restauré, de 1990 à 2002, par les architectes P. Willems et G. Bedoret. L’escalier monumental est composé d’une volée principale qui se divise en deux volées. Une tour composée de briques s’élève sur trois niveaux, ponctuée de briques blanches sur les coins. Le sommet est couronné par un dôme sur tambour octogonal. Les façades sont ornées de plusieurs statues en marbre de Carrarre ou pierre d’Euville. Les façades latérales et arrière sont en revanche moins ornementées.
Les matériaux permettent d’éviter une monotonie de la façade ; ardoises, pierre blanche, brique rouge, granit rose. De nombreuses fresques se trouvent sur les parois du bâtiment. Le peintre belge Fernand Khnopff a peint le plafond de la salle des mariages. Inaugurés en 1914 mais noircies avec temps, ces peintures murales de courant symbolisme furent restaurées par l’IRPA.

### Les laboratoires pharmaceutiques Sanders
- 1927-1947[39]
- Rue Wafelaerts 47-51, 1190 Forest
- Privé
- Usine

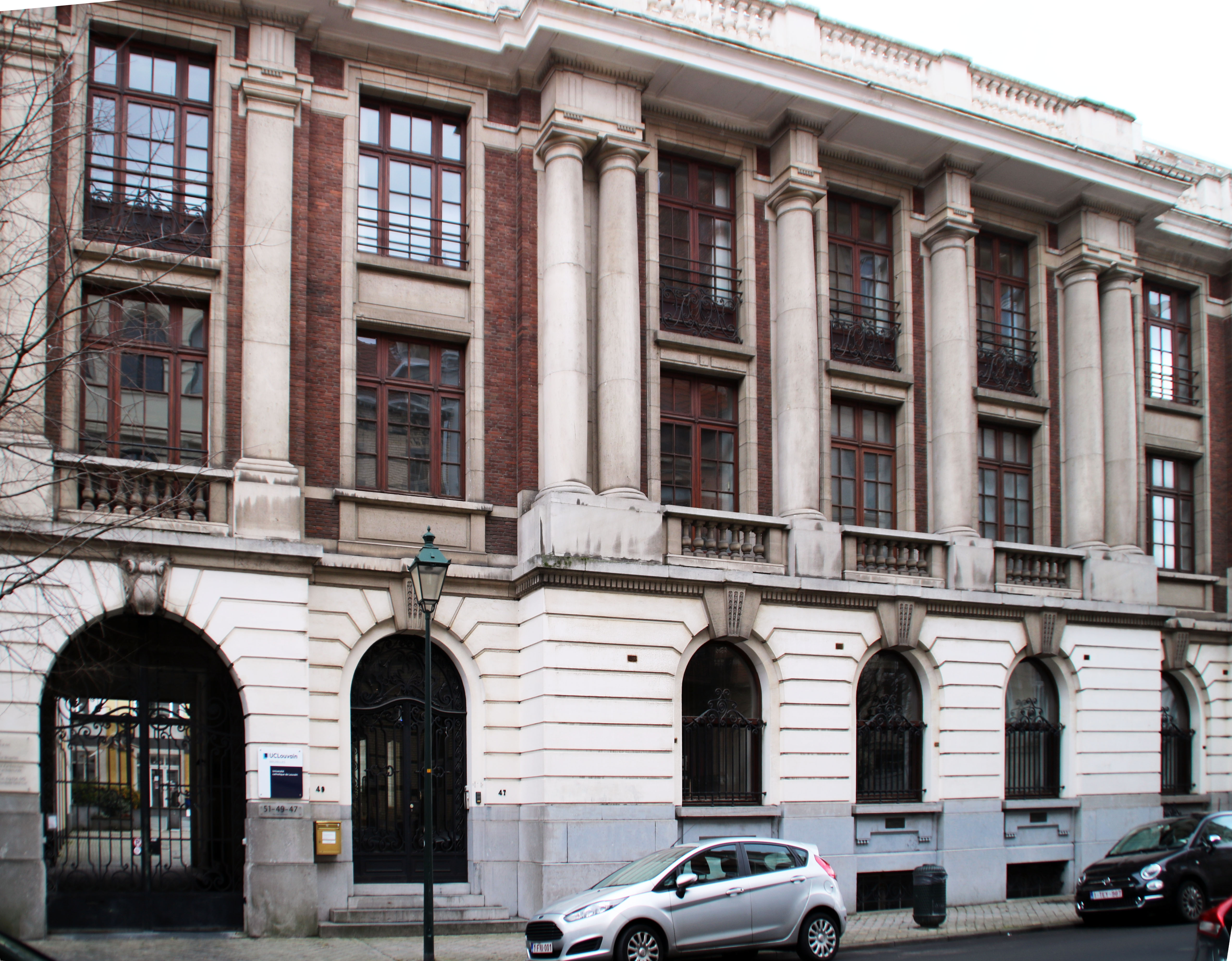
Laboratoires pharmaceutiques Sanders

Dans un quartier résidentiel, la rue Wafelaerts accueille l’usine pharmaceutique dans un bâtiment industriel de style Beaux-Arts et d’inspiration palladienne. Le style Beaux-Arts est un style architectural similaire à l’éclectisme mais plus tardif. Il se développe en Belgique à partir de 1900.
Le bâtiment, bien qu’il soit industriel, cherche à s’intégrer architecturalement à la rue. Le palladianisme, lui, est bien plus ancien: il a commencé à se développer au XVIIe siècle à Venise en Italie, grâce à l’architecte Andrea Palladio. C’est un style qui perdure dans le temps puisque beaucoup de constructions en Europe s’en inspirent jusqu’au XXe siècle. Ce style architectural, inspiré lui-même des temples romains, est caractérisé par son respect des proportions mathématiques, son ornementation, sa symétrie, ses éléments d’architecture dits « classiques » tels que des colonnes, des escaliers monumentaux, des tympans, etc. et sa superposition de trois niveaux. Ce bâtiment a été construit en 1927-1947 par l’architecte bruxellois Léon Janlet et A. Carron. L’usine était spécialisée dans les produits pharmaceutiques et dans la parfumerie. La famille Janlet est une famille bourgeoise bruxelloise connue aux XIXe et XXe siècles car beaucoup de membres de la famille sont architectes, peintres ou décorateurs.
En 1937, les mêmes architectes créent une extension, un bâtiment accueillant la salle des machines et des magasins. Dix en plus tard, ils interviendront à nouveau en construisant trois laboratoires et un dépôt de style moderniste. En 1988, Robert Mathieu et Archeco, bureau d’architecture belge, interviennent sur le bâtiment en l’unifiant sur un même style architectural de postmodernisme. La force de ce bâtiment est dans son intégration au quartier, elle permet la transition visuelle entre des bâtiments résidentiels et des bâtiments industriels.

### École normale Berkendael
- 1899[42]

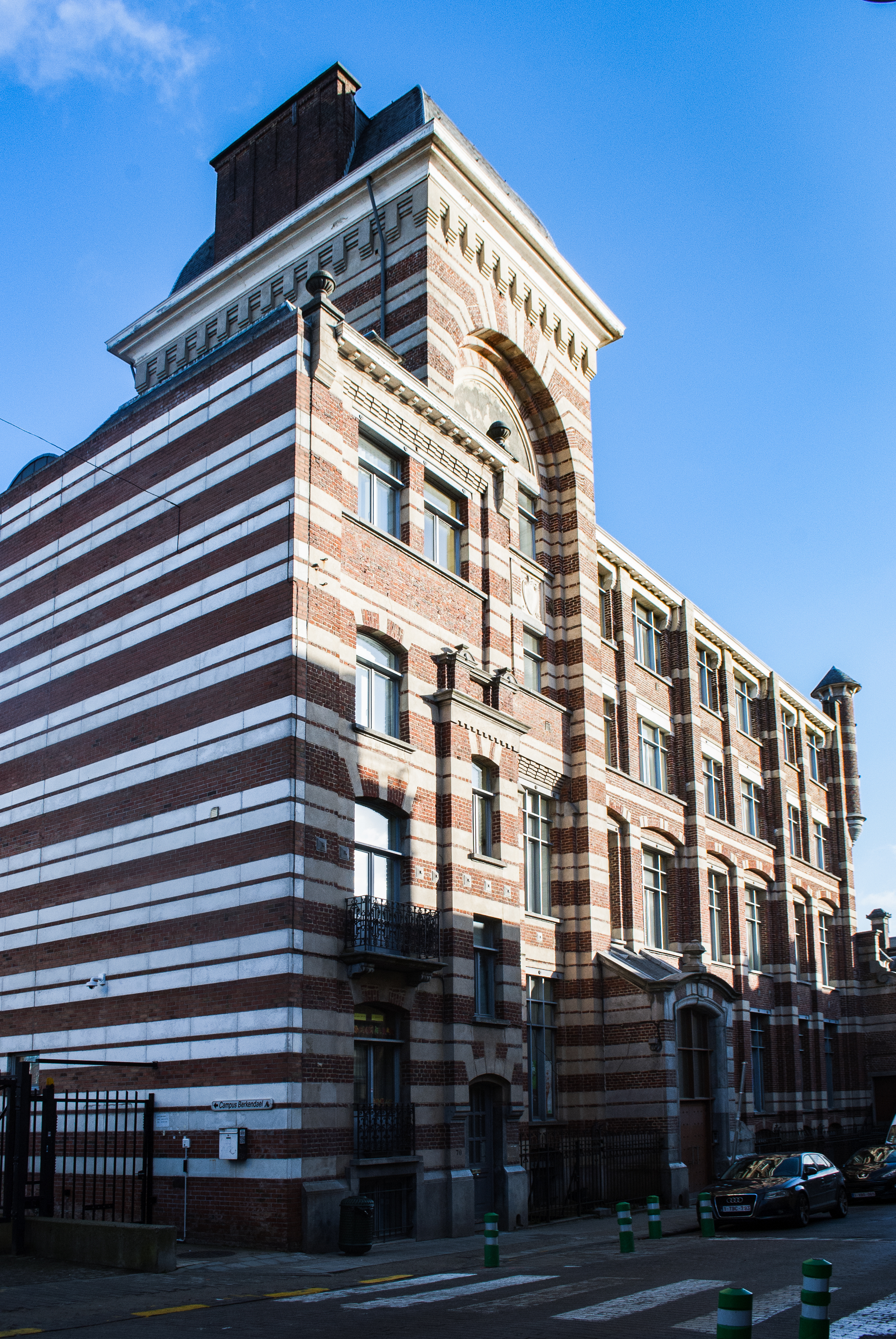

- Rue Berkendael 70-72-741 1190 Forest
- Public
- École

L’architecte Léon De Rycker réalise le projet scolaire de style éclectique en 1899. Georges Brugmann est à l’initiative du bâtiment. Il servait des locaux à l’École Centrale Technique (ancien Institut Dupuich). L’architecte F. Neirynck agrandit le bâtiment en 1902, pour y créer une nouvelle aile de gymnase. Le bâtiment se dote encore de plusieurs pavillons, car de nouvelles sections de l’École Normale Primaire de l’État (en 1921, sections normales gardiennes et en 1926, moyennes ainsi que secondaires supérieurs, en 1962) s’ajoutent. Le terme “normale” signifie que l’établissement forme des instituteurs et institutrices de l’enseignement public.
La façade est établie sur quatre niveaux, totalisant dix travées. La brique rouge, rehaussée et rayée d’éléments en pierre bleue et pierre blanche, et ornée de briques polychromes. Le bâtiment principal était à l’origine en forme de T avec des toitures à croupettes. En 1993, l’athénée ferme définitivement. La Régie des bâtiments décide de restaurer l’école afin d’y accueillir l’École Européenne, mais finalement l’école de criminologie de la police fédérale occupera les lieux. En 2007, la police fédérale déménage, une série d’adaptations sont entreprises afin d’installer une école provisoire, une grande partie des pavillons disparaîtra à cette occasion. Nommé Berkendael 66, le bâtiment du numéro 66 a subi des travaux, en 2010, pour l’aménagement de classes et de bureaux afin d’agrandir encore l’école. L’établissement accueillant les sections maternelles et primaires, est inscrit sur la liste de sauvegarde depuis le 26 mars 1998. Les arbres d’essences remarquables centenaires ont été conservés.